# Макгэхи, Кэти
Кэтлин Энн (Кэти) Макгэхи (в замужестве — Хайнцлер) (англ. Kathleen Ann (Kathy) McGahey (Heinzler), 5 марта 1960, Филадельфия, Пенсильвания, США) — американская хоккеистка (хоккей на траве), полевой игрок. Бронзовый призёр летних Олимпийских игр 1984 года.

## Биография
Кэти Макгэхи родилась 5 марта 1960 года в американском городе Филадельфия.
В 1982 году окончила колледж Ласалль по специальности «психолог». Играла за его команды по хоккею на траве и софтболу. В составе софтбольной команды в 1981 году участвовала в Мировой серии колледжей.
В 1980—1984 годах выступала за сборную США.
В 1983 году участвовала в чемпионате мира в Куала-Лумпуре.
В 1984 году вошла в состав женской сборной США по хоккею на траве на летних Олимпийских играх в Лос-Анджелесе и завоевала бронзовую медаль. Играла в поле, провела 5 матчей, мячей не забивала.
По окончании игровой карьеры работала тренером в университете Темпл в Филадельфии.
В дальнейшем поселилась с мужем в окрестностях Лос-Анджелеса, занималась гостиничным бизнесом.

## Семья
Муж — Тодд Хайнцлер. 
Дочь Шеннон Хайнцлер (род. 1992) занималась футболом, играла за команду университета Аризоны, у них также есть старший сын Мэтт.